# 応地丘子
応地 丘子（おうじ たかこ）は、日本のランドスケープアーキテクト。
Sasaki Assooiates In. Executive Officer Sasaki japan所属。同社エグゼクティブオフィサー/シニアランドスケープアーキテクト。
福岡市生まれ。福岡県立修猷館高等学校を経て九州芸術工科大学芸術工学部環境設計学科入学。1984年日本建築学会設計競技入選。大学卒業後マニトバ州マニトバ大学大学院国費留学生を経てハーバード大学デザイン大学院を修了しランドスケープアーキテクチャー修士。
1990年ササキアソシエイツ（米国）入社。インディアナポリスの都市計画マスタープラン中心デザイナーとして活躍。このほかに公共空間設計をはじめ、集合住宅、大学キャンパスのランドスケープアーキテクトとして国際的なビックプロジェクトを手がけた他、2008年北京オリンピック会場国際コンペティションで1等受賞。米国Registered Landscape Architect, LEED AP。

## 主な作品・担当プロジェクト
- Central Indianapolis Waterfront Development インディアナポリス総合開発 （1995?2003）
- MIT Steinbrenner Stadium ケンブリッジの大学施設 （2001）
- Beijing Olympics Master Plan 北京 （2003-2008）
- Woodstock Inn & Resort ウッドストックのリゾート施設 （2004）
- University of Pennsylvania, Master Plan（2004）
- Marunouchi Square 東京の市街地開発（2006）
- 九州大学伊都キャンパスマスタープラン
- 東北大学青葉台キャンパスマスターブラン
- 国際基督教大学ICUマスターブラン
- みなとみらい31街区
- 広尾ガーデンフォレスト
- The Peak　ブリリアシティ横浜磯子
- 京都小川珈琲京都駅店デザイン
- 2008年北京オリンピックマスターブラン Capitol City Landing.
- Edwards University Munday Library Natural Science
- Building Austin Texas
- Housing and Retail Complex In Japan (LocationConfidential)
- Jiading Public Garden. Jiading. China

共著に、『テキスト ランドスケープデザインの歴史』（学芸出版社 2010年）